# オールナイトニッポン ラジオ・チャリティ・ミュージックソン
オールナイトニッポン ラジオ・チャリティ・ミュージックソンは、毎年12月24日にニッポン放送が製作放送している「ラジオ・チャリティ・ミュージックソン」内で生放送されているラジオ番組。

## 概要
同局製作のオールナイトニッポンの特別番組。
テーマソングは通常版同様「BITTERSWEET SAMBA」であるが、原曲をクリスマス&アップテンポアレンジしたものを使用している（後ろや冒頭で、シャンシャンシャン・・・と鈴の音が鳴る、鐘の音の付加、「BITTER〜」の前に「ジングルベル」の1フレーズが演奏されている）。通常版同様繰り返しながら演奏されるが、尺は6分程度。

なお、「オールナイトニッポン MUSIC10」に関しては通常通り各番組のテーマソングを使用するほか、2019年以降は「ZERO」のエンディングは通常の「BITTER〜」を用いる。ただし、2022年の「サタデースペシャル」では用いられなかった。
通常トーク主体で番組構成されているものでも、ミュージックソンとしての体裁を保つ意味でクリスマスソングをオンエアしたり、そこに電話越しのやり取りが載せられているなどやや構成が異なる。

## 対象番組の放送日時とネット局
ネット局には変動もある。それらは次項で詳細に記載する。
- 12月25日 1:00 - 3:00（12月24日 深夜25:00 - 27:00。オールナイトニッポン枠） - かつては通常36局ネットのところ、全国26局ネットとなっていた（レギュラーのオールナイトニッポンをネットしているSTVラジオ・青森放送・IBC岩手放送・ラジオ福島・ラジオ大阪・和歌山放送・中国放送・西日本放送・九州朝日放送・ラジオ沖縄の10局はラジオ・チャリティ・ミュージックソンをローカルで放送しているため、基本的にこの番組をネットしていない[注 2]が、近年は2006年のSTVラジオを皮切りに、ローカルでミュージックソンを制作する局でもネット受けを始めており、2020年・2021年は全ネット局で放送された。詳しくは以下の詳細を参照。）
- 12月25日 3:00 - 5:00（12月24日 深夜27:00 - 29:00。オールナイトニッポン0(ZERO)[注 3]枠） - 2012年時点では『通常11局ネット（土曜版は21局ネット）であるが、全国10局ネット（土曜版は15局ネット）』となっていたが、2018年から2021年は平日版はレギュラーのオールナイトニッポン0(ZERO)をネットしている全局（ミュージックソンを放送しているSTVラジオ・西日本放送・九州朝日放送・青森放送[注 4]・ラジオ沖縄[注 4]を含む）で放送されている。また、オールナイトニッポン0(ZERO)枠自体の通常時ネット局は毎年変動しており、2023年10月時点では通常33局ネット（土曜版は25局ネット）となっている[注 5]。また、通常時でニッポン放送制作の早朝番組が4:30開始であった場合、それらは休止され、当番組が5:00まで放送される[注 6]。2021年3月までニッポン放送では日曜早朝に宗教番組を編成していたため、「オールナイトニッポンR」は4:30で飛び降りしていたが、当番組を放送する場合は宗教番組の放送時間を月曜早朝にスライドするなどしたうえで5:00までのフルネットを行う編成としていた。2021年4月以降は、通常4:50での飛び降り構成であるが、この法則を適用する。なお、一部放送局では4時ないしは4時50分で飛び降りの措置をとる。

2021年度以降の火 - 土曜深夜放送時、東海地区ではCBCラジオ（オールナイトニッポン枠）と東海ラジオ（オールナイトニッポン0(ZERO)枠）の、放送地域が重なる2局によるリレー形式の放送となっている。阪神地区でも実質ラジオ大阪（オールナイトニッポン枠）とラジオ関西（オールナイトニッポン0(ZERO)枠）のリレーとなっている。
土曜日深夜のオールナイトニッポンサタデースペシャルに関しては通常34局ネットのところ、レギュラーのサタデースペシャルをネットしているニッポン放送・IBC岩手放送・ラジオ福島・中国放送・西日本放送・ラジオ沖縄の6局はミュージックソンをローカルで放送しているため、それらを抜いた全国28局ネットとなるが、2011年度は青森放送で、2016年度はラジオ福島で、2022年度は中国放送以外の5局でもネットされた。ただし、北海道エリアではHBCラジオ、大阪エリアではABCラジオ、福岡エリアではRKBラジオと、ミュージックソンを放送するSTV・OBC・KBCのライバル局がネットしていること、キー局であるニッポン放送でも放送されないため、ミュージックソンスペシャルとはせず、通常スタイルのものを裏送りしており、2005年度と2011年度の『福山雅治の魂のラジオ』や2016年度の『大倉くんと高橋くん』はこのスタイルで放送された。2022年はニッポン放送と同内容のパーソナリティ・内容で放送され、ミュージックソン実施局の競合局で部分的に放送される状況となるが、あくまで『サタスペ』としての通常放送であり、『ミュージックソン』としてのテイストはこのパートのみ薄められた。
日曜日深夜に当たる場合はそもそもオールナイトニッポン自体放送が無い為、全国ネットは無い。ただし、2006年度のSTVラジオのように、「ミュージックソンのコーナー扱い」でニッポン放送ローカルのミュージックソンをネットする地域もある。2017年度はオードリーと三四郎による『オールナイトニッポン』は設定するが前述通り本来の放送日ではないため、ミュージックソン不参加のネット局での放送は皆無。またネット受けもごく一部の局のみに留まった。2023年は久保史織里らが担当する「乃木坂46のオールナイトニッポン」として放送したが、同様の形態となる。なお、2023年はかつての通常番組や元日（編成上は12月31日深夜扱い）と同様に3時を境としてパーソナリティは切り替わるが1部・2部通しの4時間番組（2部は「0（ZERO）」などをタイトルに冠さない）となる。
2021年から月〜木曜日深夜24時台はオールナイトニッポンXが放送されているが、2024年度時点で通常時のネット局がSTVラジオのみであるほか、2局ともミュージックソンをローカルで放送しているため、放送休止となる。ただし、2020年度までは当該時間に「クリスマスカウントダウンライヴ」を行っており、ごく一部の局でコーナー扱いとしてネットしたことがあるほか、2021年度以降も25日0時台をコーナー扱いとしてネットするケースがある（KBCラジオなど）。
2022年は1日目が土曜にあたり、平日の『MUSIC10』や『GOLD』とは時間は異なるものの同一レーベルの『オールナイトニッポンPremium』があり、かつ週替わりパーソナリティ制を敷いていることから同年のパーソナリティがそのまま務め、『ミュージックソンスペシャル』として放送。
過去の扱い
- 12月24日 午後22:00 - 23:50[注 12]（月-木：オールナイトニッポン MUSIC10／金：オールナイトニッポンGOLD枠） - 通常19局ネットのところ、全国14局ネットとなっている[注 13]（レギュラーのMUSIC10／GOLDをネットしているSTVラジオ・青森放送・IBC岩手放送・和歌山放送・九州朝日放送の5局とかつてネットしていたラジオ福島はミュージックソンをローカルで放送しているため、基本的にこの番組をネットしていない。）

2017年度まで、オールナイトニッポンMUSIC10（オールナイトニッポンGOLD）もミュージックソンの一環としてニッポン放送＋ミュージックソン非参加局のみで放送（ただし、茨城・山口など、エリア内や隣県でミュージックソンを展開する局がある場合は別パーソナリティの特別版を放送）放送していたが、2018年度からは別パーソナリティの特別版を全国へネットしており、ニッポン放送においても関東ローカル枠へ復している。

## パーソナリティ
放送初期から通常のパーソナリティによる番組は休止として、基本的に萩本欽一などその年の「ミュージックソン」のパーソナリティが担当することになっているが、年によっては通常のパーソナリティのまま放送し『ミュージックソン』のパーソナリティがパートナーやゲストになる事もある。それ以外のゲストが来ることも多い。一時期はスペシャルパーソナリティによる一夜限りのオールナイトニッポンスペシャルとし、25時の冒頭と28時台の終盤にクロストークする形でミュージックソンの出演者が登場することもあった。このうち、2012年の大竹しのぶと2013年の高橋みなみは28時台には出演していない。これは初代パーソナリティの萩本欽一が2012年に出演した際、『リスナーのとある夜間トラックドライバーが募金をしてくれ、「お名前は？」と聴いた際に「そんなもんこたえてらんねぇよ！」と走り去ったのがカッコ良かった』というエピソードを披露した際にいたく感銘を受け、早朝5時にニッポン放送玄関前で募金を受け付けていたためである。高橋は大竹からそれを引き継いだものである。
2013年以降は徐々に「その年のパーソナリティが受け持つ」という原点回帰を見せているが、終盤のクロストークは実質2011年をもって取りやめ。この年以降は本編のパーソナリティが主に1部の枠を、別パーソナリティが『オールナイトニッポン0（ZERO）』（「2部」）の枠を取り持つことが多い。AKB48やV6、Kis-My-Ft2、SixTONESは大所帯であり、ローテーション制でパーソナリティを務めることから表向き通しで担当している。
1996・1997年
- 中居正広のオールナイトニッポン。岡村隆史らがゲスト出演。またフジテレビ系で放送されている「明石家サンタの史上最大のクリスマスプレゼントショー」に電話出演して見事商品を獲得した。

1998年
- ナインティナインのオールナイトニッポン（※その年のパーソナリティであるテリー伊藤とうえやなぎまさひこアナウンサーも出演した。）

1999・2000年
- LF+Rスペシャルとして放送。垣花正・荘口彰久（当時）両アナウンサーが対決。

2001年
- 佐々木主浩がパーソナリティをつとめた。

2002年
- 土屋礼央のオールナイトニッポン。ゲストとしてしぐれにも登場

2003年
- 堀内健とビビる大木のオールナイトニッポン。更に、この年のパーソナリティのイルカを加えて放送。ゲストとしてイルカに縁のある、泉谷しげるなどが登場し、生歌を披露した。

2004年
- ミュージックソンのパーソナリティを務めた笑福亭鶴瓶と石原さとみが担当した（※兄弟子の笑福亭鶴光が担当していたためか、鶴瓶はオールナイトニッポンへのパーソナリティとしての出演は初）。更にゲストとして以前オールナイトニッポンのパーソナリティをつとめていた中居正広が登場した。中居曰く「提供クレジットを噛むとスポンサーがショックを受ける」とアドバイスをしたが、鶴瓶も緊張しており、カミカミだったが、ナムコのところで中居が鶴瓶に「コナム」と耳打ちをしたため、それを言いそうになってしまい、「お前、コナムって言うたやないか」と激怒した。
  - 中居が帰った後、当時金曜日のオールナイトニッポンを担当していた笹川美和が出演しアドバイストークを繰り広げた。

2005年
- SHOGOのオールナイトニッポン。ゲストとしてミュージックソンのパーソナリティであるTOKIOの長瀬智也と担当した。また飛び入りにこのときTBS金曜ドラマ「夜王」収録終わりに駆けつけたTOKIOのメンバーの松岡昌宏が登場した。

2006年（放送日が日曜日のため全国ネットでの放送はなし）
- STVラジオのみ25時〜27時のニッポン放送のミュージックソンを放送。

2007年（2年ぶりの全国ネット、月曜日〜火曜日）
- KAT-TUNの赤西仁、田口淳之介、田中聖、新保友映アナウンサーが担当（KAT-TUNのオールナイトニッポン）。中丸トナカイこと中丸雄一は中継先から出演。当時月曜日を担当していたヒダカトオルがゲスト。

2008年（水曜日〜木曜日）
- 東貴博が「ヤンピース!」を降板して以来、約4ヶ月ぶりに全国ネットでのパーソナリティーを担当（アシスタントは新保友映アナウンサー）。提供読み上げも東が担当した。

2009年（木曜日〜金曜日）
- 25時-27時はナインティナインのオールナイトニッポン。ゲストとしてミュージックソンのパーソナリティである高橋克実とパートナーの上戸彩が出演[注 15]。
- 27時-29時は南海キャンディーズ山里亮太のオールナイトニッポンR・ミュージックソンスペシャル。

2010年（金曜日〜土曜日）
- 25時-27時の当該番組は「AKB48のオールナイトニッポン」[注 16]。この時はAKB48から峯岸みなみ・大家志津香・指原莉乃（出演当時の所属）が担当。その年のパーソナリティーであるオードリーは翌日に「オードリーのオールナイトニッポン」にも出演とすると2日連続出演になるところが、番組の冒頭で登場したのみであった。
- 27時-29時は「SDN48のオールナイトニッポンR・チャリティミュージックソンスペシャル」。オードリーはSDN48のRの最後に登場し、そこからミュージックソン2日目に突入（若林のテンションがあまりにも低かったのは語り草である）

2011年（スペシャル）
- 当該番組は「オードリーのオールナイトニッポン」。この日は特別版として通常のネット局に準じての36局ネット。25:00（厳密には着替え終わった25:22）から「福山雅治のオールナイトニッポン ラジオ・チャリティー・ミュージックソン スペシャル 『I'm with U キミと、24時間ラジオ』」として放送（27時-29時は「オールナイトニッポンR」）。なお、テーマソングはそのために福山流にアレンジした「BITTER SWEET SAMBA」。

2011年（クリスマス、土曜日〜日曜日）
- 当該番組は「オードリーのオールナイトニッポン」。
- 25時-27時にゆずとオードリーのオールナイトニッポン・ミュージックソンスペシャル。
- 27時-29時にゆずのオールナイトニッポンR・ミュージックソンスペシャルを放送。

2012年（月曜日〜火曜日）
- 22時-24時は「大竹しのぶのオールナイトニッポンGOLD・ラジオチャリティミュージックソンスペシャル」（垣花正も出演茨城放送・ABCラジオ・山口放送を除くGOLDネット局＋STV・RAB・IBC・WBS・KBCでネット。[注 17]）
- 25時-27時は「ゴールデンボンバー鬼龍院翔とT.M.Revolution 西川貴教のオールナイトニッポン・ミュージックソンスペシャル」（大竹しのぶと垣花正アナウンサーも少し出演。STV・RAB・IBC・rfc・OBC・WBS・RNCでネット）
- 27時-29時は「IMALUのオールナイトニッポン0・ミュージックソンスペシャル」（STV・RNCでネット、但しRNCは28:00で飛び降り）をそれぞれ放送。

2013年（火曜日〜水曜日）
以下のメンバーはいずれも放送当時のメンバー。
- 22時-24時は「AKB48のオールナイトニッポンGOLD・ラジオチャリティミュージックソンスペシャル」（メインパーソナリティーは高橋みなみ、西川貴教、垣花正アナ[注 18]。）
- 25時-27時は「AKB48のオールナイトニッポン・ラジオチャリティミュージックソンスペシャル」（メインパーソナリティーは高橋みなみ、横山由依、島崎遥香、川栄李奈。ゲストは秋元康。STV・RAB・IBC・OBC・WBS・RNCでネット）
- 27時-29時は「AKB48のオールナイトニッポン0・ラジオチャリティミュージックソンスペシャル」（メインパーソナリティーは松井咲子、中村麻里子、名取稚菜、伊豆田莉奈。STV・RNCでネット、但しRNCは28:00で飛び降り）をそれぞれ放送。

2014年（水曜日〜木曜日）
- 22時-24時は「上戸彩のオールナイトニッポンGOLD チャリティミュージックソンスペシャル」[注 19]
- 25時-27時は「上戸彩のオールナイトニッポン ミュージックソンスペシャル 真夜中の女子会」（ゲスト:ベッキー）[注 20]
- 27時-29時は「オールナイトニッポン0 (ZERO)　ミュージックソンスペシャル 真夜中の電リク!!」（パーソナリティ:上柳昌彦、東島衣里[注 21]）[注 22]をそれぞれ放送。

2015年（木曜日〜金曜日）
- 22時-24時は「オールナイトニッポンMUSIC10〜ラジオ・チャリティ・ミュージックソンスペシャル」（パーソナリティ:V6（岡田准一＆井ノ原快彦）。STVでもネット[1]）[2]
- 25時-27時は「ナインティナイン岡村隆史とV6岡田准一のオールナイトニッポン　ミュージックソンSP」（STV[1]・RAB・IBC・rfc・OBC・wbs・RNCでもネット）
- 27時-29時は「アルコ&ピースのオールナイトニッポン0 (ZERO)　アコースティックライブスペシャル」（ゲスト:Czecho No Republic、Rihwa。STV・RNC[注 23]。）

2016年（土曜日〜日曜日）
- 25時-27時は「オードリーのオールナイトニッポン　ラジオ・チャリティ・ミュージックソンスペシャル」（STV・rfc・OBC・wbsでネット）
- 27時-29時は「乃木坂46・新内眞衣のオールナイトニッポンR　ラジオ・チャリティ・ミュージックソンスペシャル」（助っ人ゲスト・中田花奈、相楽伊織〔いずれも出演時点では乃木坂46所属のメンバー〕。STV・wbs・RNCでネット[注 24]）[3]

2017年（日曜日〜月曜日）
- 25時-27時は「オードリーのオールナイトニッポン　ラジオ・チャリティ・ミュージックソンスペシャル」（LF・STV・rfc・wbs・KBCでのみ放送）
- 27時-29時は「三四郎のオールナイトニッポン0 (ZERO)　ラジオ・チャリティ・ミュージックソンスペシャル」（LF・STV・KBCでのみ放送）

2018年（月曜日〜火曜日）
- 25時-27時は「Kis-My-Ft2のオールナイトニッポン　ラジオ・チャリティ・ミュージックソンスペシャル」（RCC・ROK以外の各局で放送）
- 27時-29時は「Kis-My-Ft2のオールナイトニッポン0 (ZERO)　ラジオ・チャリティ・ミュージックソンスペシャル」（STV・RNC・KBCでも放送、RNB・RNCは28時まで）

2019年（火曜日〜水曜日）
- 25時-27時は「Kis-My-Ft2のオールナイトニッポン　ラジオ・チャリティ・ミュージックソンスペシャル」（RCC以外の各局で放送）
- 27時-29時は「Kis-My-Ft2のオールナイトニッポン0 (ZERO)　ラジオ・チャリティ・ミュージックソンスペシャル」（STV・RNC・KBCでも放送、RNB・RNCは28時まで）

2020年（木曜日〜金曜日）
- 25時-27時は「Kis-My-Ft2とSixTONESのオールナイトニッポン　ラジオ・チャリティ・ミュージックソンスペシャル」（宮田俊哉、玉森裕太、森本慎太郎、ジェシー。全36局フルネットで放送）
- 27時-29時は「Kis-My-Ft2とSixTONESのオールナイトニッポン0 (ZERO)　ラジオ・チャリティ・ミュージックソンスペシャル」（宮田俊哉、二階堂高嗣、森本慎太郎、松村北斗。 STV・RAB・RCC・RNC・KBC・ROKでも放送[注 25]、RNCは28時まで）

2021年（金曜日〜土曜日）
- 25時-27時は「SixTONESのオールナイトニッポン　ラジオ・チャリティ・ミュージックソンスペシャル」（松村北斗。全36局フルネットで放送）
- 27時-29時は「SixTONESのオールナイトニッポン0 (ZERO)　ラジオ・チャリティ・ミュージックソンスペシャル」（京本大我[注 26]。STV・RAB・RFC・RCC・RNC・KBC・ROKでも放送[注 27]、SFは28時30分まで）

2022年（土曜日〜日曜日）
- 19時-21時は「SixTONESのオールナイトニッポンPremium　ラジオ・チャリティ・ミュージックソンスペシャル」（松村北斗、京本大我、森本慎太郎、飯田浩司（19時台）、東島衣里（20時台）、わたなべちひろ（20時台ゲスト）。STVを除く通常時のネット局＋rfc）
- 23時半-25時は「SixTONESのオールナイトニッポンサタデースペシャル」（RCCを除く通常時のネット局）
- 25時-27時は「SixTONESのオールナイトニッポン　ラジオ・チャリティ・ミュージックソンスペシャル」（京本大我。全ネット局のうちRCC[注 28]を除く）
- 27時-29時は「SixTONESのオールナイトニッポン0 (ZERO)　ラジオ・チャリティ・ミュージックソンスペシャル」（松村北斗。STV・RAB・IBC・RFC・RCC・RNC・KBC・ROKでも放送、YBCは28時まで）

2023年（日曜日〜月曜日）
- 25時-29時は「乃木坂46のオールナイトニッポン　ラジオ・チャリティ・ミュージックソンスペシャル」（久保史緒里（オープニングのみ）、梅澤美波・弓木奈於（25-26時台）、井上和・一ノ瀬美空（27-28時台））（LF・RAB・IBC・TBC[注 29]・RFC・OBC・RCC・RNC・KBC・ROKでのみ放送。TBCは27時、OBCは28時まで）

2024年（火曜日〜水曜日）
- 25時-27時は「出川哲朗のオールナイトニッポン　ラジオ・チャリティ・ミュージックソンスペシャル」（ゲスト:堀内健、サプライズゲスト:小泉今日子、全36局フルネットで放送）
- 27時-29時は「あののオールナイトニッポン0 (ZERO)　ラジオ・チャリティ・ミュージックソンスペシャル」（全34局フルネットで放送、SFは28時30分まで）